# Liste der Einträge im National Register of Historic Places im Beauregard Parish

Lage des Beauregard Parish in Louisiana

Die Liste der Registered Historic Places im Beauregard Parish in Louisiana führt alle Bauwerke und historischen Stätten im Beauregard Parish auf, die in das National Register of Historic Places aufgenommen wurden.

## Legende
| NRHP | Historic Place    |
| HD   | Historic District |

## Aktuelle Einträge
| [ 2 ] | Name                                                | Bild                                                | Eintragsdatum        | Lage | Ort        | Beschreibung                                                                             |
| ----- | --------------------------------------------------- | --------------------------------------------------- | -------------------- | --- | ---------- | ---------------------------------------------------------------------------------------- |
| 1     | Beauregard Parish Courthouse                        | Beauregard Parish Courthouse                        | 1983 ID-Nr. 83000490 | 1st Street 30° 50′ 46″ N, 93° 17′ 13″ W                                                                           | DeRidder   | 1914 im Beaux-Arts-Stil errichtetes Justiz- und Verwaltungsgebäude des Beauregard Parish |
| 2     | Beauregard Parish Jail                              | Beauregard Parish Jail                              | 1981 ID-Nr. 81000711 | Courthouse Square 30° 50′ 46″ N, 93° 17′ 20″ W                                                                    | DeRidder   | 1914 im neugotischen Stil errichtetes früheres Gefängnis                                 |
| 3     | Beauregard Parish Training School                   | Beauregard Parish Training School                   | 1996 ID-Nr. 96000190 | Martin Luther King Drive Ecke Alexander Street 30° 50′ 33″ N, 93° 16′ 20″ W                                       | DeRidder   |                                                                                          |
| 4     | Burks House                                         | Burks House                                         | 1987 ID-Nr. 87001512 | Railroad Avenue Ecke Main Street 30° 45′ 15″ N, 93° 32′ 26″ W                                                     | Merryville |                                                                                          |
| 5     | DeRidder Commercial Historic District               | DeRidder Commercial Historic District               | 1983 ID-Nr. 83000491 | Abgegrenzt durch die Eisenbahngleise sowie 2nd Street, Stewart Street und Port Street 30° 50′ 49″ N, 93° 17′ 9″ W | DeRidder   |                                                                                          |
| 6     | DeRidder USO Building                               | DeRidder USO Building                               | 1992 ID-Nr. 92000037 | Pine Street Ecke 7th Street 30° 50′ 26″ N, 93° 17′ 18″ W                                                          | DeRidder   | 1941 errichtetes USO-Gebäude; heute Versammlungshaus                                     |
| 7     | Dry Creek High School Building                      |                                                     | 1988 ID-Nr. 87002572 | LA 113 30° 40′ 10″ N, 93° 2′ 42″ W                                                                                | Dry Creek  |                                                                                          |
| 8     | First Street School                                 |                                                     | 1998 ID-Nr. 98001380 | 500 West 1st Street 30° 50′ 52″ N, 93° 17′ 23″ W                                                                  | DeRidder   |                                                                                          |
| 9     | First United Methodist Church                       | First United Methodist Church                       | 1991 ID-Nr. 91001659 | Pine Street Ecke North Port Street 30° 50′ 54″ N, 93° 17′ 21″ W                                                   | DeRidder   | 1915 im neoklassizistischen Stil errichtete Methodistenkirche                            |
| 10    | Hudson River Lumber Company General Manager's House | Hudson River Lumber Company General Manager's House | 2007 ID-Nr. 07000068 | 411 South Washington Avenue 30° 50′ 40″ N, 93° 17′ 12″ W                                                          | DeRidder   |                                                                                          |
| 11    | Shady Grove School and Community Building           | Shady Grove School and Community Building           | 2002 ID-Nr. 02001545 | 2400 LA 26 30° 48′ 21″ N, 93° 10′ 32″ W                                                                           | DeRidder   |                                                                                          |
| 12    | Sills House                                         |                                                     | 2007 ID-Nr. 07000067 | 211 West 4th Street 30° 50′ 45″ N, 93° 17′ 19″ W                                                                  | DeRidder   |                                                                                          |
| 13    | Toy House                                           | Toy House                                           | 2007 ID-Nr. 07000066 | 205 West 4th Street 30° 50′ 45″ N, 93° 17′ 17″ W                                                                  | DeRidder   |                                                                                          |